# Альбертарио, Агустина
Агустина Альбертарио (исп. Agustina Albertario, 1 января 1993, Адроге, Аргентина) — аргентинская хоккеистка (хоккей на траве), нападающий. Участница летних Олимпийских игр 2016 года, бронзовый призёр чемпионата мира 2014 года, чемпионка Америки 2013 года, чемпионка Панамериканских игр 2019 года, серебряный призёр Панамериканских игр 2015 года.

## Биография
Агустина Альбертарио родилась 1 января 1993 года в аргентинском городе Адроге в провинции Буэнос-Айрес.
Играла в хоккей на траве за «Ломас Атлетик» из Ломас-де-Саморы. В 2016 году перешла в бельгийский «Лёвен».
В 2009—2010 годах выступала за сборную Аргентины среди девушек до 17 лет. В 2010 году завоевала серебряную медаль хоккейного турнира летних юношеских Олимпийских игр в Сингапуре. Забила 3 мяча, в том числе единственный в финале против сборной Нидерландов (1:2 в дополнительное время).
В 2011—2013 годах играла за юниорскую сборную Аргентины. В 2012 году завоевала золотую медаль юниорского чемпионата Америки в Гвадалахаре, в 2013 году — серебро юниорского чемпионата мира в Мёнхенгладбахе.
С 2011 года выступает за сборную Аргентины.
В 2013 году выиграла золотую медаль чемпионата Америки.
В 2014 году завоевала бронзовую медаль чемпионата мира в Гааге.
В сезоне-2014/2015 стала чемпионкой Мировой лиги.
В 2016 году вошла в состав женской сборной Аргентины по хоккею на траве на летних Олимпийских играх в Рио-де-Жанейро, занявшей 7-е место. Играла на позиции нападающего, провела 6 матчей, забила 1 мяч в ворота сборной Индии.
Завоевала две медали хоккейных турниров Панамериканских игр — серебро в 2015 году в Торонто, золото в 2019 году в Лиме.